# رئيس مجلس الدوما
رئيس مجلس الدوما التابع للجمعية الفيدرالية لروسيا الاتحادية ( بالروسية: Председатель Государственной Думы Федерального собрания Российской Федерацис )، ويعد رابع أعلى منصب ، بعد الرئيس ورئيس الوزراء ورئيس مجلس الاتحاد، في حكومة روسيا وهو المسؤول عن النظام الداخلي لمجلس الدوما.

## آلية التعيين

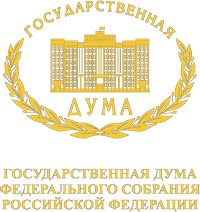
شعار مجلس الدوما (مجلس الدولة) في روسيا

وفقًا للمادة 101 من الدستور الروسي  ولوائح مجلس الدوما، يُنتخب الرئيس من بين أعضاء الدوما بالاقتراع السري، باستخدام أوراق الاقتراع الخاصة بالمرشحين الذين يحق لهم ترشيح نواب للجمعيات والنواب ويجوز ان يقرر مجلس الدوما إجراء تصويت مفتوح.
يعتبر النائب رئيسًا منتخبًا لمجلس الدوما إذا صوت لصالحه أكثر من نصف العدد الإجمالي لنواب مجلس الدوما. ويحق لرئيس مجلس الدوما الجمع بين منصبين في حالة انتخاب نائب من مجلس الدوما وهو رئيس احد اللجان بالمجلس حيث يحق له الجمع بين ولايته في هذا المنصب ورئاسة اللجنة . واذا ترشح أكثر من مرشحين لمنصب رئيس مجلس الدوما ولم يحصل أي منهما على العدد المطلوب من الأصوات في الانتخابات، تُجرى جولة ثانية من التصويت للمرشحين اللذين حصلا على أكبر عدد من الأصوات، ويُعتبر المرشح منتخبًا لمنصب رئيس مجلس الدوما بعد نتائج الجولة الثانية من التصويت اذا صوت لصالحه أكثر من نصف العدد الإجمالي للنواب في مجلس الدوما.

## المهام
وفقًا للمادة 11 من لوائح مجلس الدوما تتعدد مهام رئيس مجلس الدوم وأهمها:
- رئاسة اجتماعات الغرفة.
- مسؤول عن اللوائح الداخلية للمجلس وفقًا للدستور الروسي.
- ينظم عمل مجلس الدوما.
- يؤدي الإدارة العامة لنشاط جهاز الدوما.
- يعين ويقيل رئيس أركان مجلس الدوما بموافقة مجلس الدوما وتقديم لجنة مجلس الدوما بشأن القواعد وتنظيم عمل مجلس الدوما، ويعين ويقيل النائب الأول لرئيس هيئة الأركان ونائبه رئيس أركان مجلس الدوما بشأن تمثيل رئيس جهاز دوما الدولة.
- المشاركة في إجراءات التوفيق لحل الخلافات بين الهيئات الحكومية التابعة لدولة الاتحاد الروسي والهيئات الحكومية التابعة للكيانات المكونة للاتحاد الروسي ، وكذلك بين الهيئات الحكومية التابعة لدولة الاتحاد الروسي والهيئات الحكومية التابعة للكيانات المكونة للاتحاد الروسي.
- توقيع و اعتماد قرارات مجلس الدوما.
- إرسال مشاريع القوانين التي وافق عليها مجلس الدوما بشأن التعديلات على الدستور الروسي والقوانين الدستورية الاتحادية والقوانين الاتحادية إلى مجلس الاتحاد للنظر فيها.
- إصدار الأوامر والتعليمات بشأن القضايا التي يحيلها إلى اختصاصه.
- إرسال مشاريع برامج الدولة للاتحاد الروسي التي تلقاها مجلس الدوما، بما في ذلك البرامج المستهدفة الفيدرالية، ومقترحات التعديلات على برامج الدولة للاتحاد الروسي، إلى اللجان ذات الصلة ولجنة مجلس الدوما المعنية بالميزانية والضرائب التي يجب مراعاتها[2][4]

## الإقالة
يُتخذ قرار إقالة رئيس مجلس الدوما من منصبه بأغلبية أصوات إجمالي عدد نواب مجلس الدوما.

## انظر ايضا
- مجلس الاتحاد الروسي.
- مجلس الدوما.
- رئيس مجلس الاتحاد الروسي.